# Ambrogio Buonvicino

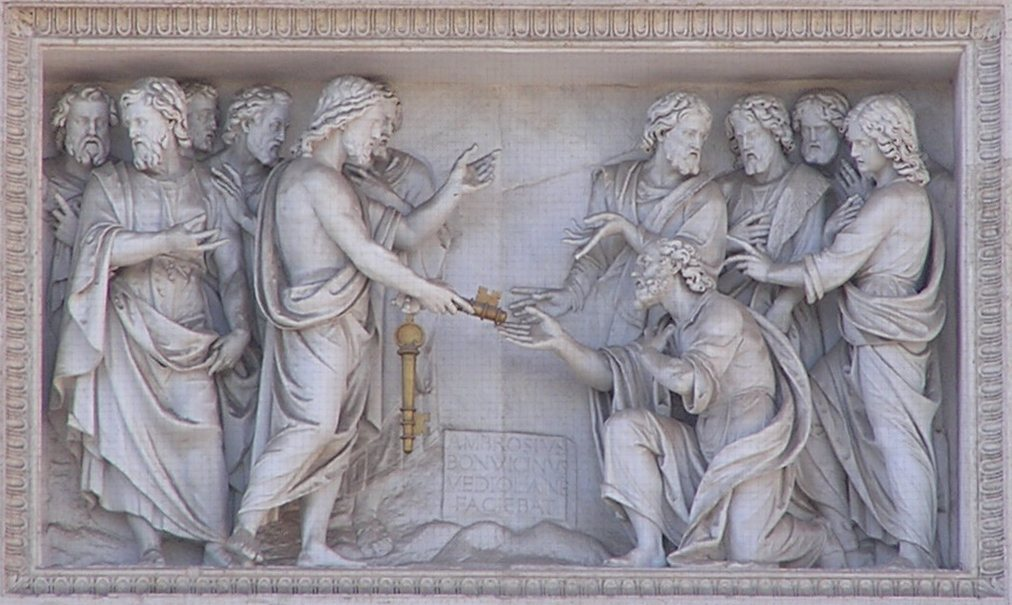
La entrega de las llaves a San Pedro

Ambrogio Buonvicino (Milán, 1552 – Roma, 1622) fue un escultor italiano.
Formado dentro del círculo de escultores lombardos y tesineses de finales del siglo XVI y principios del siglo XVII de impronta naturalista, se trasladó a Roma, trabajando sobre todo bajo el papado de Sixto V y Paulo V.

## Principales obras
- La entrega de las llaves a San Pedro, bajorrelieve en el Aula de las Bendiciones de la Basílica de San Pedro.
- Monumento a Urbano VII y San Juan Bautista en la basílica de Santa María sobre Minerva en Roma.
- San Juan Evangelista en la capilla Barberini en la Basílica de San Andrés del Valle en Roma.
- Ángeles en estuco en la iglesia de Santa María en Monti en Roma.
- Dos bajorrelieves de Clemente VIII y Paulo V y una estatua de San José en la capilla Paulina de la Basílica de Santa María la Mayor en Roma.